# Kaplica Najświętszego Serca Pana Jezusa w Płocku
Kaplica Najświętszego Serca Pana Jezusa w Płocku (dawniej św. Elżbiety, znana jako Kaplica Górnickich lub kaplica na cmentarzu miejskim) – kaplica grobowa i cmentarna znajdująca się na terenie Cmentarza Miejskiego w Płocku przy al. Floriana Kobylińskiego pełniąca również od 1963 r. funkcję kościoła filialnego rzymskokatolickiej parafii pw. św. Bartłomieja w Płocku. 

## Historia
Karner został wybudowany w 1901 r. z fundacji Stanisława Górnickiego, płockiego przedsiębiorcy i filantropa jako miejsce wiecznego spoczynku dla jego rodziny, stąd popularnie nazywany jest Kaplicą Górnickich. Jednonawową kaplicę grzebalną wybudowano w stylu neogotyckim. Pierwotnie jej patronką była św. Elżbieta. W podziemiach budowli znajdują się katakumby z grobami członków rodziny Górnickich o czym przypomina tablica umieszczona na tylnej ścianie kaplicy. Od 1963 r. budynek ten pełni funkcję kaplicy cmentarnej oraz kościoła filialnego, w którym oprócz nabożeństw pogrzebowych odprawiane są regularne msze święte.   
W czasie II wojny światowej oraz krótko po niej w kaplicy spoczywały prochy płocczan pomordowanych w hitlerowskich obozach koncentracyjnych, które udało się zdobyć rodzinom zamordowanych. 5 października 1947 r. staraniem Płockiego Koła Polskiego Związku byłych Więźniów Politycznych Więzień Hitlerowskich i Obozów Koncentracyjnych doczesne prochy więźniów obozów zostały uroczyście przeniesione i złożone w bazylice katedralnej w Płocku w Kaplicy św. Rodziny.    
14 września 2014 r. z inicjatywy Zbigniewa Chlewińskiego oraz Stowarzyszenia Rodzina Ponarska w kaplicy nastąpiło uroczyste odsłonięcie i poświęcenie tzw. tablicy ponarskiej upamiętniającej Polaków zamordowanych w latach 1941–1944 przez hitlerowskich okupantów w Ponarach na Wileńszczyźnie.  

## Architektura
Kaplica znajduje się na niewielkim placu w centrum cmentarza na linii północ-południe u zbiegu głównych alei. Wybudowano ją na planie prostokąta na kamiennej podmurówce z wysokim cokołem zakończonym ćwierćwałkowym gzymsem. Ma ona postać jednonawową z dwuspadowym dachem pokrytym blachą. Nad budynkiem góruje jednokondygnacyjna wieża ozdobiona narożnymi pinaklami, zaś od strony północnej do budowli przylega centralnie położona kwadratowa zakrystia.    
Front budynku tworzy jednoosiowa elewacja podzielona na dwa główne elementy oddzielone od siebie gzymsem składający się z dwóch rzędów kształtek rolkowych tworzących zęby gzymsu. Część górną tworzy trójkątny szczyt ozdobiony trzema parami pinakli schodzącymi równomiernie w dół wzdłuż szczytu. Każdy z nich został zwrócony kantem do frontu budowli i zwieńczony kwiatonami. W przestrzeni pomiędzy środkowymi pinaklami umieszczono dubeltowe blendy zwieńczone łukiem gotyckim, nad którymi znajduje się ślepy maswerk w kształcie sześciolistnej rozety. Z kolei każdą z rozet zwieńczono krzyżem powstałym poprzez cofnięcie cegieł w stosunku do lica budowli. Przestrzeń nad krzyżami została zamknięta łukiem gotyckim z cegły, którego szczyt ozdobiono kwiatonem z czterema naprzeciwległymi żabkami zwieńczonymi ostrosłupami. Front wieży zdobi najwyższa część szczytu zbudowana z pary najwyższych pinakli zwieńczonych kwiatonami w kształcie wysokiego ostrosłupa. Przestrzeń pomiędzy nimi jest analogiczna do przestrzeni pomiędzy pinaklami w niższej części szczytu z wyjątkiem blend, w miejscu których umieszczono zakryte drewnianymi okiennicami okna wieży oraz łuku pomiędzy pinaklami zwieńczonymi wysokim metalowym krzyżem. Drugą część elewacji frontowej tworzy gładkie lico budynku z umieszczonym pośrodku portalem gotyckim w pięciouskokowym glifie. Powyżej niego umieszczono symetrycznie dwie rozety z centralnie położoną wnęką z inskrypcją: "Błogosław Panie domowi temu, który zbudowałem imieniowi Twemu! Wysłuchaj kornej prośby mej z wysokiej stolicy chwały Twej! W prowadzając w czyn myśl najlepszej żony i matki ś.p. Felicji z Boruckich Górnickiej, ku uczczeniu jej pamięci kaplicę tę wystawili: Stanisław i Józef Górniccy." Całość elewacji zamykają dwie skrajne, narożne przypory zwieńczonymi daszkiem okapowym. Całość konstrukcji dopełniają ułożone promieniście na planie ściętego ośmioboku kamienne schody prowadzące do wnętrza świątyni.  
Boczne elewacje ozdobione są pięcioma parami okien w stylu gotyckim umieszczonymi pośrodku gładkich przestrzeni, wydzielonych poprzez cztery przypory. Całość elewacji bocznej zdobi gzyms, składający się z ułożonych w równych odstępach rolkowych kształtek tworzących wzór. Fryz gzymsu ozdobiono symetrycznie wykonanymi wklęśnięciami utworzonymi poprzez cofnięcie cegły w murze elewacji.   

Zakrystia utrzymana jest w tej samej ornamentyce co reszta budynku. Jej fasada podzielona jest na dwie części rozdzielone arkadowym gzymsem. Górną część tworzy trójkątny szczyt z umieszczoną pośrodku rozetą, nad którą widnieje krzyż grecki utworzony poprzez cofnięcie cegieł w stosunku do lica ściany. Dolną część tworzy wnękę z napisem "Grób rodziny Górnickich i Boruckich" oraz poniżej umieszczony portal prowadzący do krypty. Front zakrystii oflankowany jest przyporami utrzymanymi w stylistyce całego budynku.  

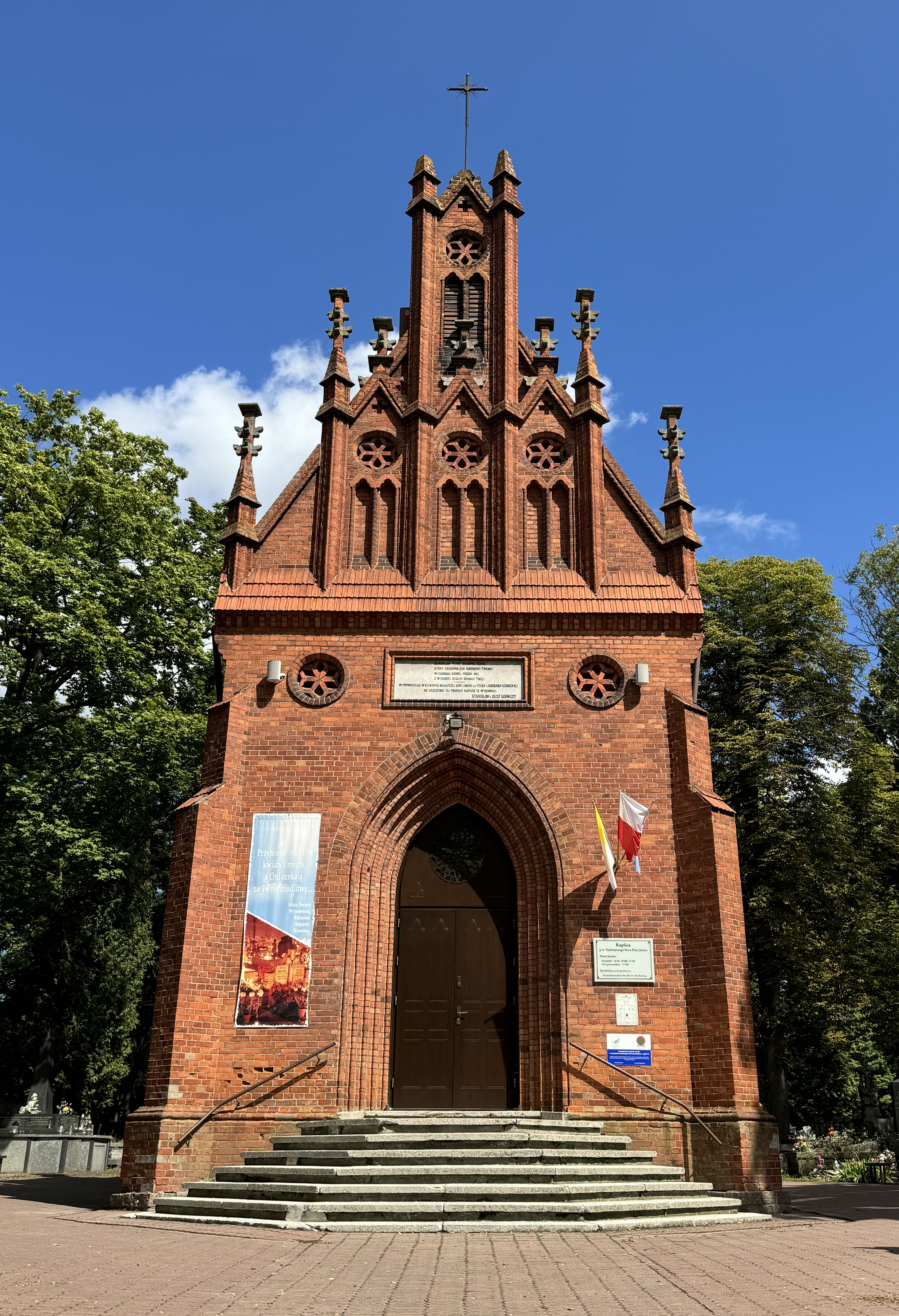
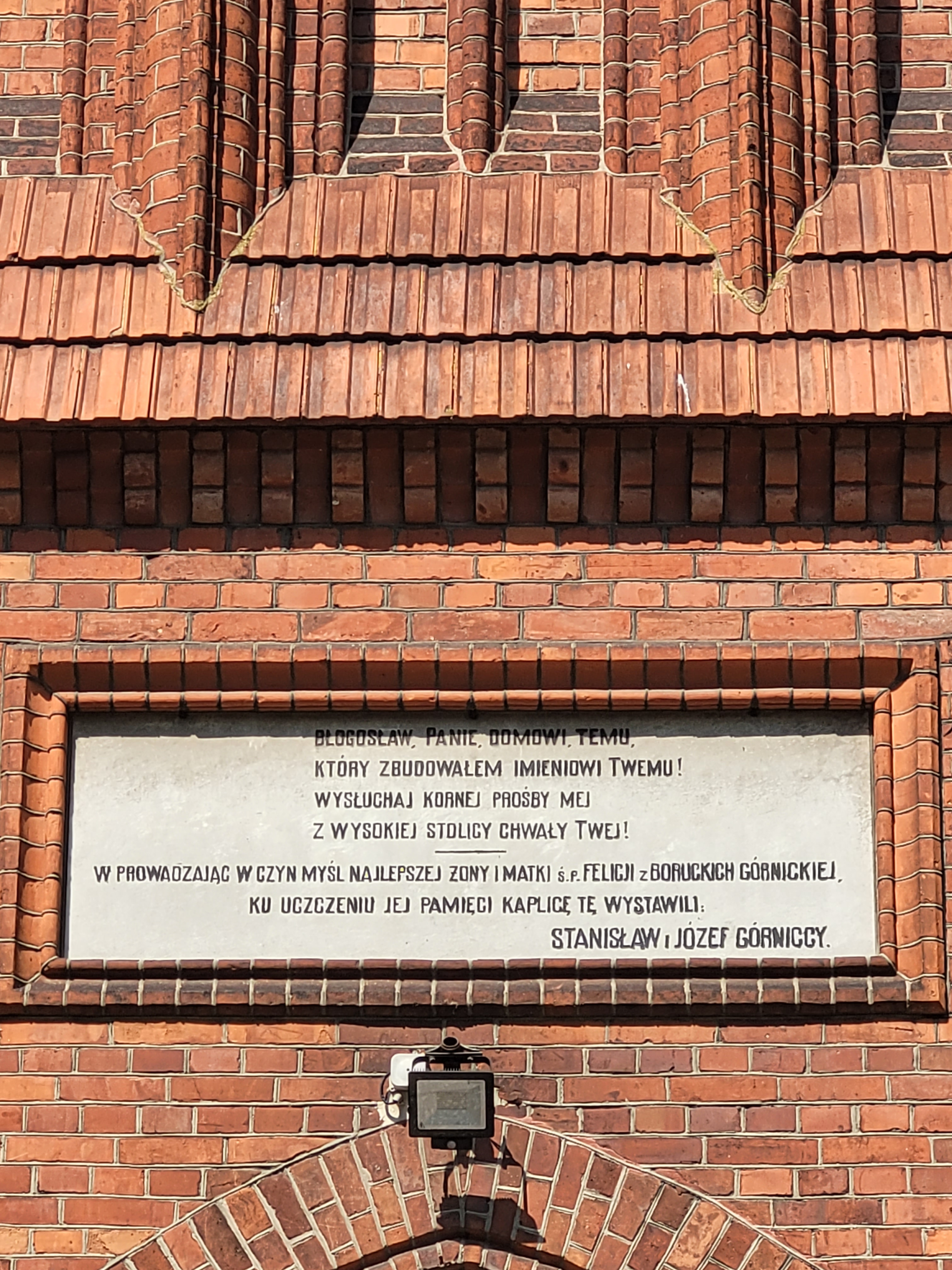
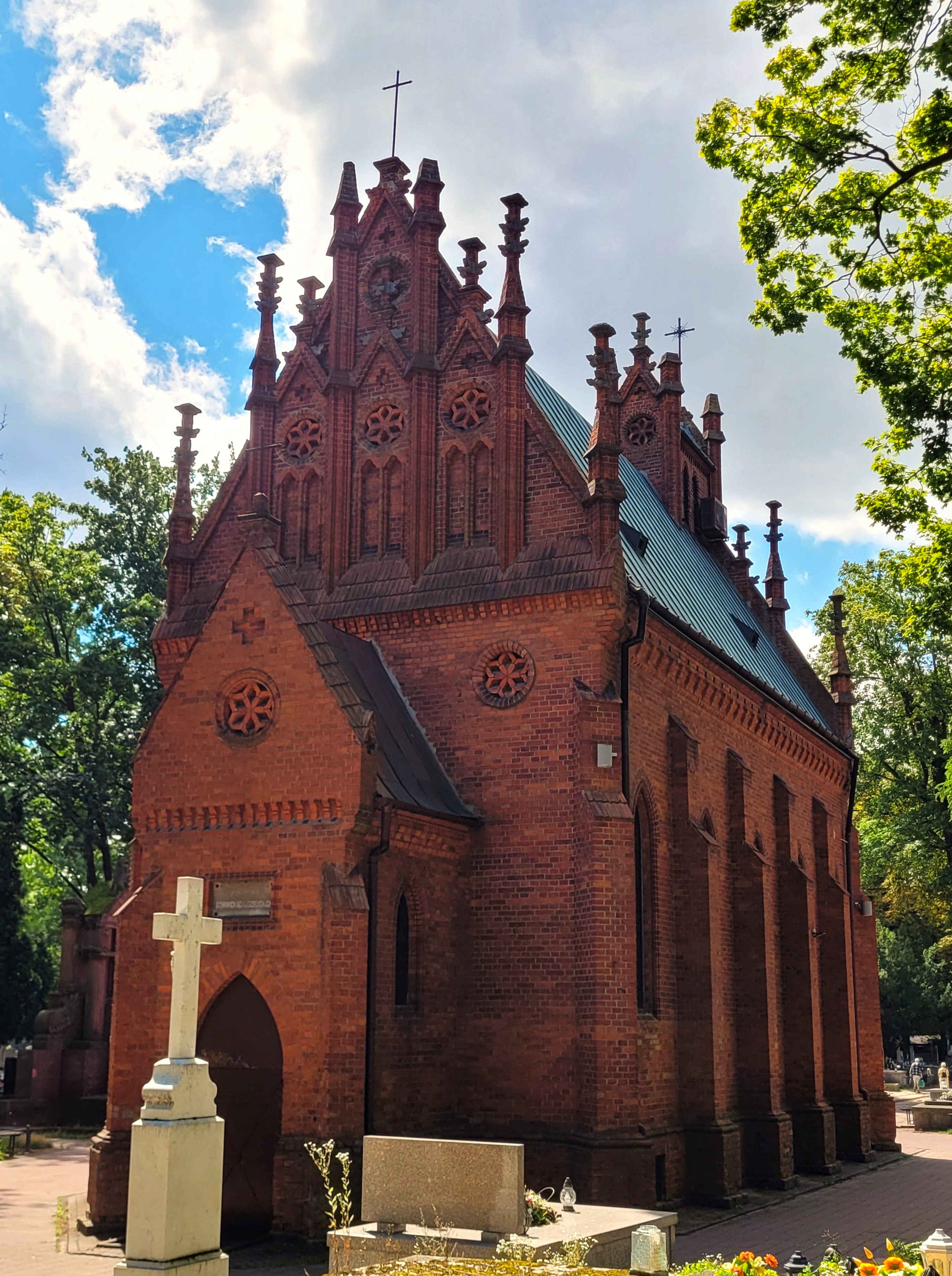
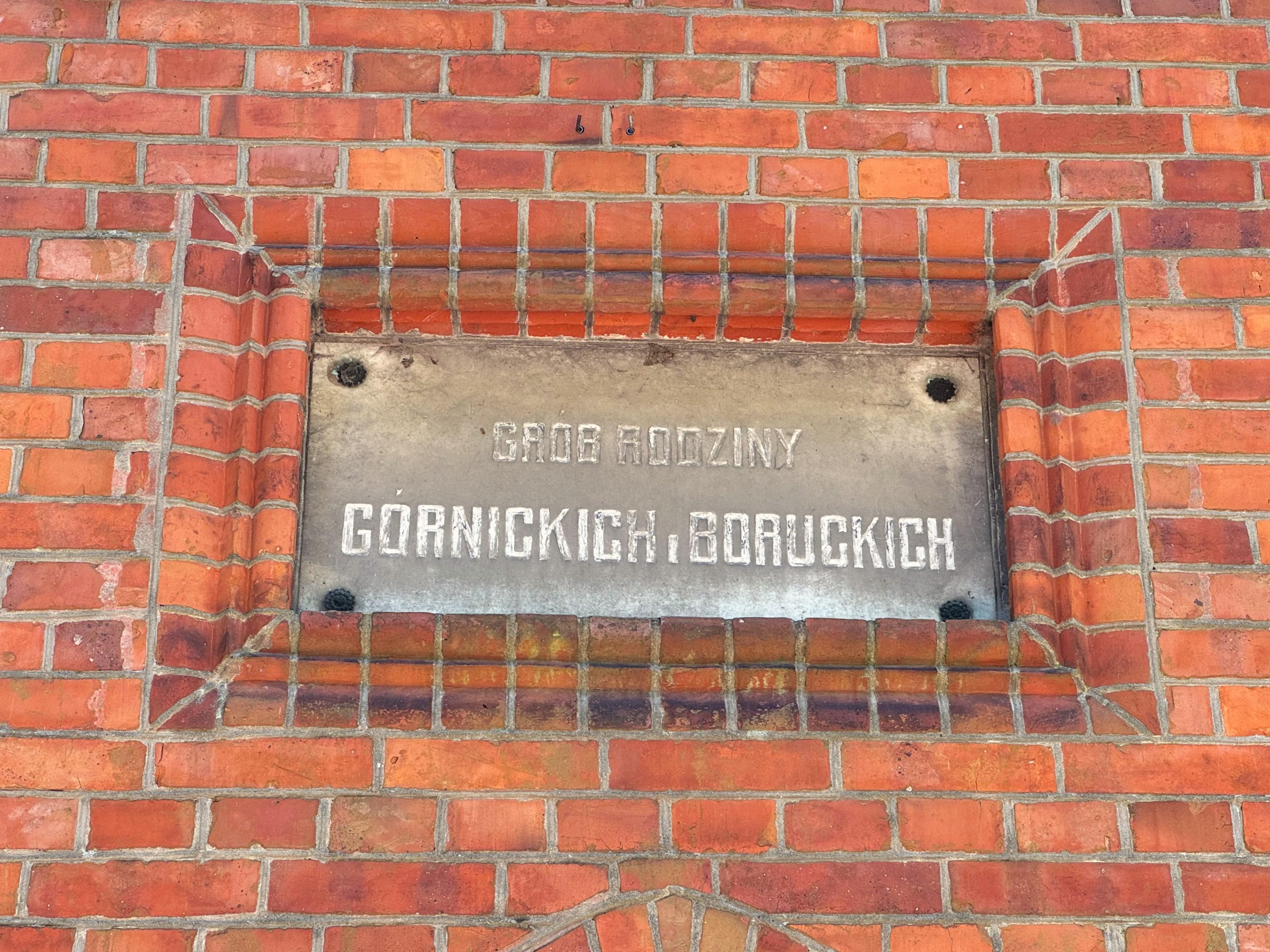
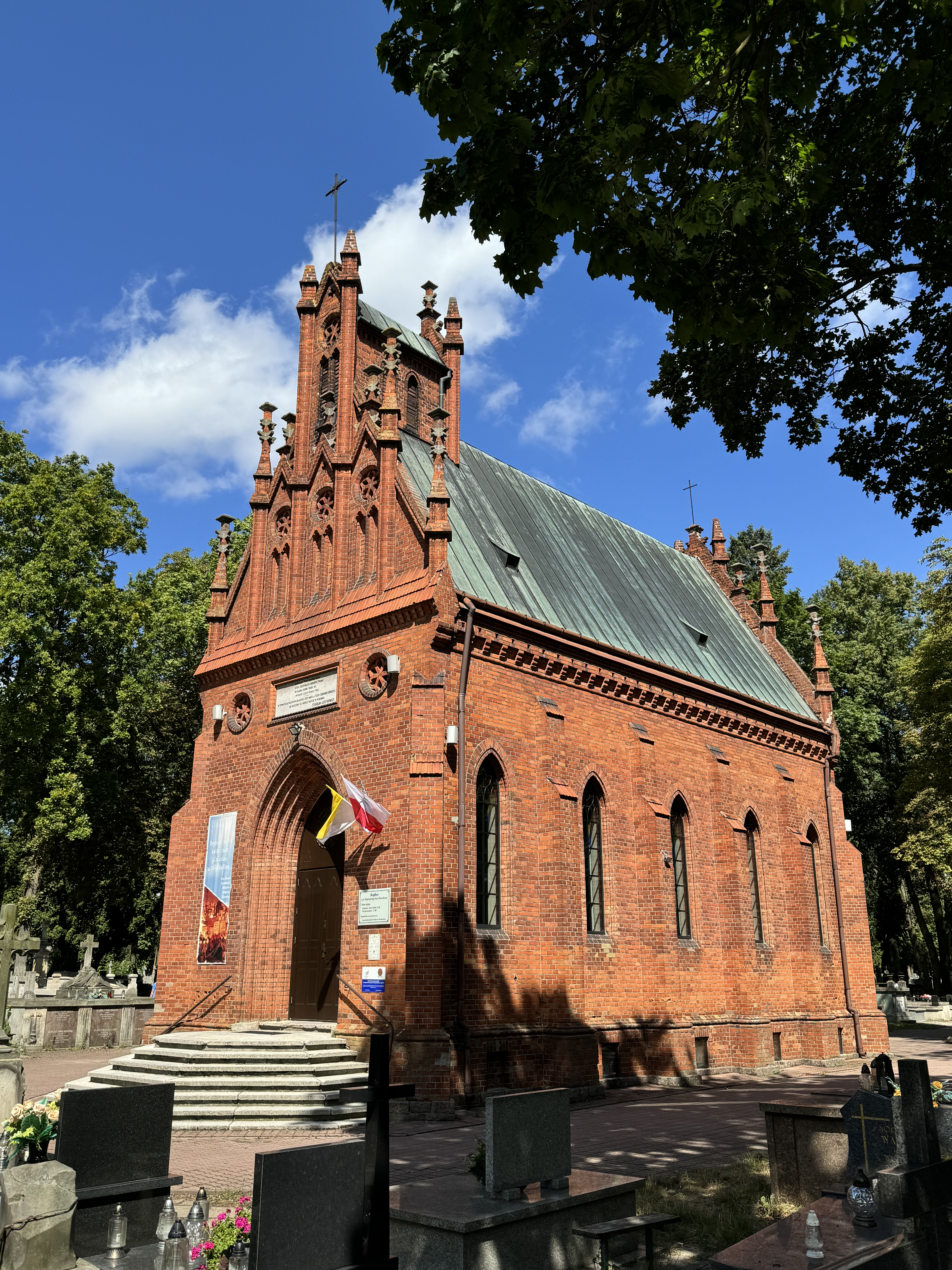